# Cleocnemis heteropoda
Cleocnemis heteropoda är en spindelart som beskrevs av Simon 1886. Cleocnemis heteropoda ingår i släktet Cleocnemis och familjen snabblöparspindlar. Inga underarter finns listade i Catalogue of Life.